# Príncipe azul (película)
Príncipe azul es una película de 2013, del género drama, escrita y dirigida por el cineasta argentino Jorge Polaco, siendo la adaptación cinematográfica de la obra de teatro homónima de Eugenio Griffero.
Fue la última película de Polaco, antes de su fallecimiento en 2014.

## Sinopsis
Dos muchachos de 16 años tienen un romance esporádico, prometiendo encontrarse en un lugar 60 años después, hoy es ese día. 